# Гнездо за думи
Гнездо за думи е българска телевизионна новела от 1985 година по сценарий на Руденко Йорданов и режисура на Коста Биков. Оператор е Илия Узунов.

## Сюжет
Действието се развива по време на монархофашистката диктатура. Критериите са различни в зависимост от мястото, което героите заемат, като обществено положение и йерархия. Оттук произтича сблъсъкът между старото и новото, между тихия и уютен живот и борбата за свобода и човешко достойнство.
Ролята на доктор Лазаров е една от последните в творческата кариера на Константин Димчев преди трагичната му смърт..

## Актьорски състав
| В главните роли | Изпълнител              |
| --------------- | ----------------------- |
| д-р Лазаров     | з. а. Константин Димчев |
|                 | Ивайло Герасков         |
|                 | Бойка Велкова           |